# 马家店镇 (东港市)
马家店镇，是中华人民共和国辽宁省丹东市东港市下辖的一个乡镇级行政单位。

## 行政区划
马家店镇下辖以下地区：
油坊村、双山东村、双山西村、三家子村、太平村、刘家店村、珠山村、李家屯村、三道岗村、代家岗村、王家岗村、马家店村、西尖山村和唐家堡村。